# Бондаренко, Андрей Александрович (военный)
Андрей Александрович Бондаренко (13 октября 1963 года, г. Орджоникидзе — 21 мая 1996 года, Бамут) — начальник штаба - заместитель 529-го отделного мотострелкового батальона 131-й отдельной Краснодарской Краснознамённой орденов Кутузова и Красной Звезды казачьей мотострелковой бригады 67-го армейского корпуса СКВО, гвардии майор. Кавалер ордена Мужества (посмертно).

## Биография
Родился 13.10.1963 года в городе Орджоникидзе Северо-Осетинской АССР. В 1981 году окончил 10 классов средней школы N 17 города Майкопа Адыгейской автономной области Краснодарского края.
В Вооруженных Силах с 1981 года. В 1985 году окончил Орджоникидзевское высшее общевойсковое командное училище Андрей закончил успешно в 1985 году с выводом, который утвердил начальник училища Герой Советского Союза генерал-лейтенант В. Ульянов:
«... Достоин выпуска из училища с присвоением первого офицерского звания ЛЕЙТЕНАНТ и назначения на должность командира мотострелкового взвода на БМП» 19.07.1985 г.
24.08.1989 г. командир роты К. Н. Макарук аттестует, уже старшего лейтенанта А. А. Бондаренко, делает вывод:
«По своим морально-деловым качествам достоин выдвижения на должность командира роты».
В 1992 году служил в составе 529-го отдельного мотострелкового батальона 131-й осмбр.
Принимал участие в миротворческих операциях на территории Северной Осетии и Ингушетии.
29.08.1994 г. командир 131 отдельной мотострелковой бригады полковник Савин, Иван Алексеевич, ходатайствуя о назначении капитана Бондаренко А. А. на должность начальника штаба отдельного мотострелкового батальона, дает ему следующую характеристику:
«... к выполнению служебных обязанностей относится добросовестно, проявляя разумную инициативу. Поставленные задачи выполняет в срок, с хорошим качеством, подходя творчески к делу.
При работе с подчиненными проявляет чуткость, такт, заботится о них, вникает в нужды и запросы. . .
Работоспособен. Трудолюбив...
В общении корректен, по характеру спокоен и выдержан. Пользуется заслуженным авторитетом у подчиненных и сослуживцев. Честен, общителен...
Выдержки из боевых характеристик:
Март 1995 г. «Выполняя Постановление Правительства Российской Федерации от 9.12.1994 г. по разоружению незаконных вооруженных формирований в Чеченской Республике в составе 131 отдельной мотострелковой бригады на Северном направлении города Грозного в районе железнодорожного вокзала, при исполнении воинского долга по защите безопасности Российской Федерации и ее государственных интересов, проявил стойкость и мужество. Действуя в составе сводного батальона, неоднократно лично обеспечивал отражение нападения на блок-посты № 4 и 5. Смелыми и решительными действиями атаки были отбиты.
Вывод: За мужество и отвагу достоин награждения медалью «За отвагу».
Принимал участие в боевых действиях на территории Чеченской Республики с 2 февраля по 17 марта 1995 года и с 20 февраля 1996 года.
Был командирован начальником штаба — заместителем командира батальона в состав 136-й отдельной гвардейской мотострелковой бригады.
Погиб 21.05.1996 года в ходе штурма Бамута  Выполнив задачу, в том бою пали смертью храбрых ещё 15 военнослужащих из состава 136-й отдельной гвардейской мотострелковой Уманско-Берлинской Краснознамённой, орденов Суворова, Кутузова и Богдана Хмельницкого бригады:
капитан медицинской службы Гафуров Гаджи Камильевич;
сержант Исаков Сергей Викторович;
младший сержант Балакирев Андрей Александрович;
младший сержант Стульников Пётр Владимирович;
рядовой Георгиев Виктор Иванович;
рядовой Горбунов Константин Анатольевич;
рядовой Горшков Владимир Леонидович;
рядовой Дерявка Игорь Дмитриевич;
рядовой Козяев Сергей Иванович;
рядовой Кораблинов Руслан Владимирович;
рядовой Лукьяненко Алексей Владимирович;
рядовой Ромашкин Николай Николаевич;
рядовой Удовкин Владимир Петрович;
рядовой Шарипов Муса Магомедович;
сержант Фёдоров Владимир Петрович — 21 ОБРХБЗ.
Награждён Орденом Мужества (посмертно).
Из представления к награде:

«... 21 мая 1996 г. Майор Бондаренко А. А., возглавляя штурмовой отряд у населенного пункта Бамут, продвигаясь в направлении высоты, был обстрелен группой боевиков. Оказавшись в сложных условиях, начальник штаба мотострелкового батальона, оценив ситуацию, под ожесточенным огнем противника умелыми действиями подавил три огневых точки противника и, рискуя жизнью, вывел штурмовой отряд с наименьшими потерями.
Вновь вступив в бой с боевиками, действовал решительно и смело. Благодаря правильной расстановки сил и средств батальона, умелому управлению огнем, противник был рассеян и понес большие потери. Поставленная боевая задача батальоном была выполнена.
Однако, действуя решительно и смело, спасая от гибели своих подчиненных и товарищей, майор Бондаренко Андрей Александрович получил огневое ранение в грудь и скончался на поле боя...
За мужество и отвагу, смелые и решительные действия, совершенные при исполнении воинского долга в условиях, сопряженных с риском для жизни, достоин награждения орденом «Мужества».

— «Книга Памяти. Адыгея»

## Награды
Указом Президента РФ № 157 от 13.9.1997 награждён орденом Мужества (посмертно), «за мужество и отвагу, проявленные в период боевых действий в Чеченской Республике».
Награжден.орденом «За военные заслуги»., Медалью Суворова Указ Президента Рф № 1433 от 13.10.1996

## Семья
- Был женат, сын Александр, окончил Московское суворовское училище.

## Память

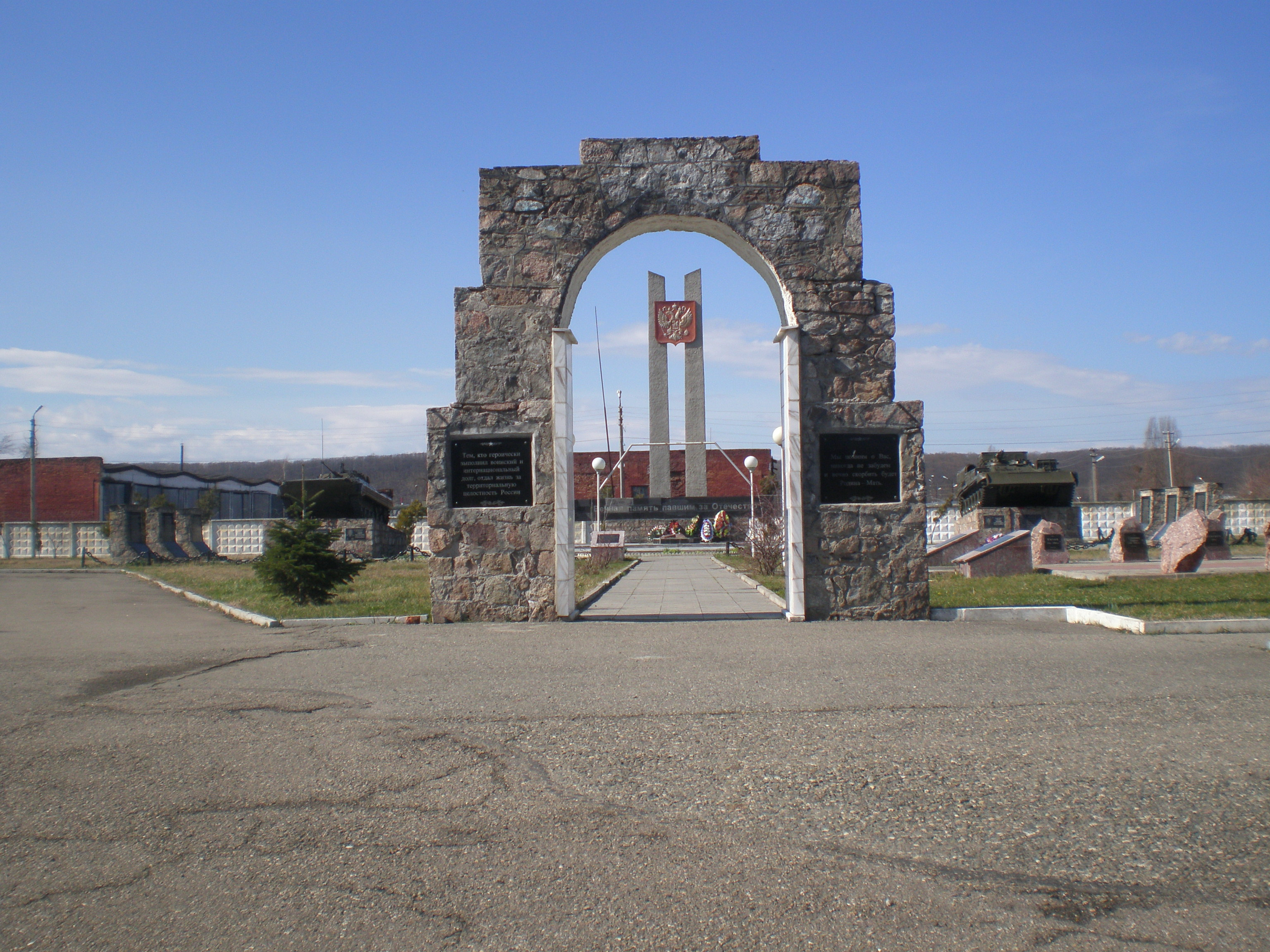
Мемориал воинам, павшим в локальных конфликтах, Майкоп

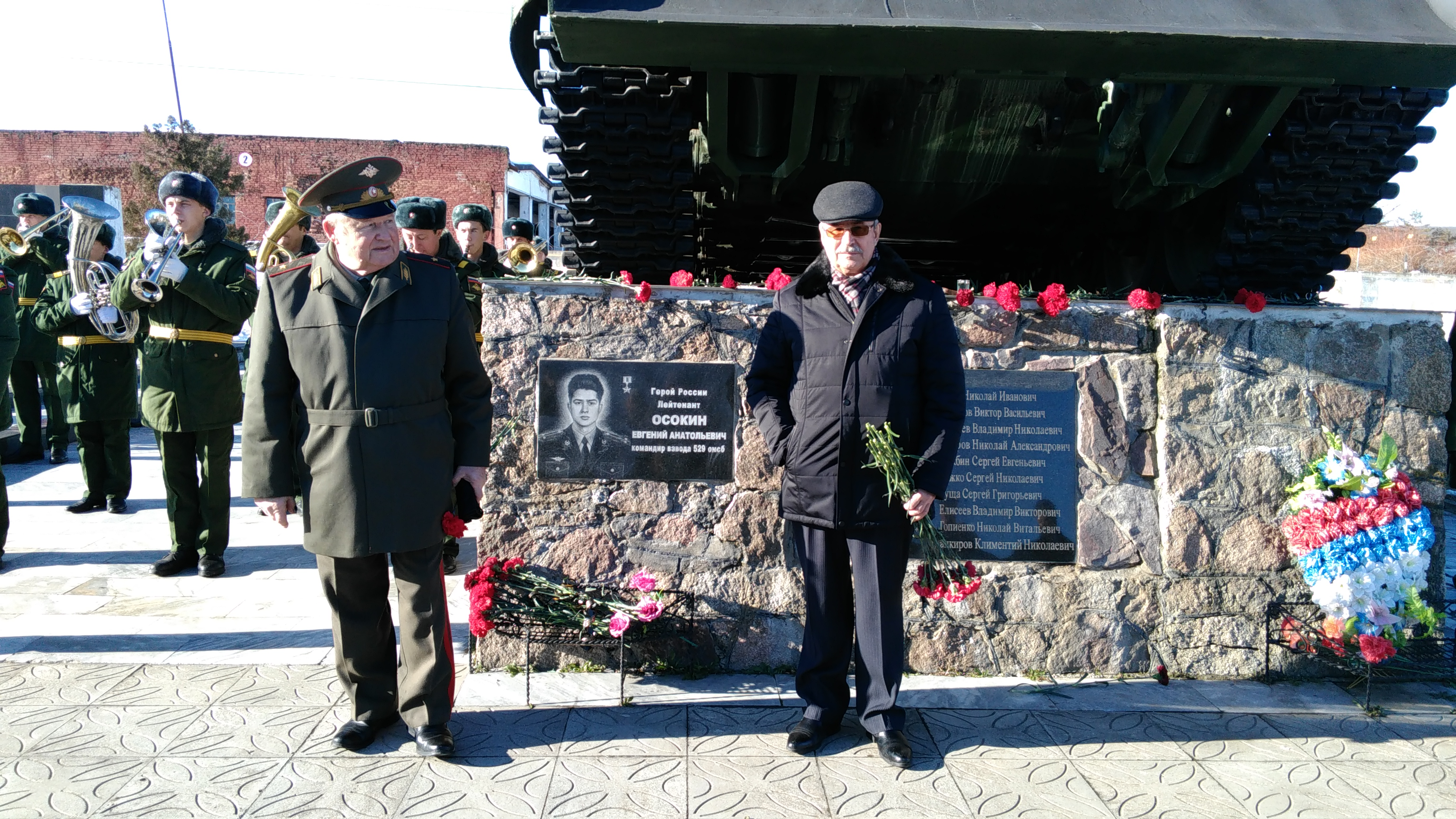
В День памяти погибших в локальных конфликтах. У БРЭМ-1 - памятника, офицерам технических служб бригады генерал А. А. Дорофеев, и Анатолий Осокин

- 2 января в Адыгее Законом республики установлен «День памяти воинов, погибших в локальных конфликтах»[4][5];
- В Майкопе в месте дислокации 131-й отдельной мотострелковой бригады, установлен Мемориал, посвящённый воинам бригады и 67 армейского корпуса, погибшим в локальных конфликтах[6]

Каждый год 2 января на мемориале проводится торжественно-траурная перекличка погибших воинов.
- Похоронен на сельском кладбище совхоза N 8 Майкопского района Республики Адыгея[1].
- В память об А. Бондаренко на здании средней школы № 17 города Майкопа установлена мемориальная доска[1].